# Vtoraja Gruppa A 1964
L'edizione 1964 della Vtoraja Gruppa A fu la 25ª della seconda serie del Campionato sovietico di calcio e vide la vittoria finale della Lokomotiv Mosca.

## Stagione

### Novità
Il campionato fu esteso da 18 a 27 squadre. Le promosse Šinnik e Volga Gor'kij furono sostituite dalle retrocesse Dinamo Leningrado, Lokomotiv Mosca, Ararat, Paxtakor e Avangard Charkiv oltre che dalle neo promosse Volga Kalinin, Stroitel Ashkhabad, Energetik Dušanbe, Lokomotiv Tbilisi e Dinamo Tallinn.

### Formula
Le ventisette squadre furono divise in due gironi, una da 13, l'altro da 14 squadre. In entrambi i gironi le squadre si incontravano in gare di andata e ritorno per un totale rispettivamente di 24 e 26 incontri per squadra; il sistema prevedeva due punti per la vittoria, uno per il pareggio e zero per la sconfitta.
Nella seconda fase le prime sette classificate di ciascun girone disputavano un torneo promozione con gare di andata e ritorno per un contro le sole sette formazioni contro cui non avevano ancora giocato nella prima fase; in totale per la classifica valevano 26 incontri per squadra, ovvero i 12 disputati nella prima fase e le 14 gare disputate nella seconda fase. Il sistema prevedeva due punti per la vittoria, uno per il pareggio e zero per la sconfitta. Venivano promossa in Pervaja Gruppa A le prime quattro classificate del girone promozione
Le restanti 13 squadre disputavano il girone per le posizioni dalla quindicesima all'ultima con formula identica a quella del girone promozione; non erano previste retrocessioni.

## Prima fase

### Gruppo 1

#### Squadre partecipanti
| Squadra              | Repubblica   | Città       | Stagione precedente                                                                                           |
| -------------------- | ------------ | ----------- | --- |
| Avangard Charkiv     | RSS Ucraina  | Charkiv     | 19° in Pervaja Gruppa A, retrocesso                                                                           |
| Černomorets Odessa   | RSS Ucraina  | Odessa      | 6° in Vtoraja Gruppa A                                                                                        |
| Daugava Rīga         | RSS Lettone  | Riga        | 9° in Vtoraja Gruppa A                                                                                        |
| Dinamo Leningrado    | RSFS Russa   | Leningrado  | 16° in Pervaja Gruppa A, retrocesso                                                                           |
| Energetik Dušanbe    | RSS Tagika   | Dušanbe     | 8° nel Girone 2 delle Repubbliche di Klass B, ripescato                                                       |
| Kuban'               | RSFS Russa   | Krasnodar   | 10° in Vtoraja Gruppa A                                                                                       |
| Lokomotiv Čeljabinsk | RSFS Russa   | Čeljabinsk  | 13° in Vtoraja Gruppa A                                                                                       |
| Paxtakor             | RSS Uzbeka   | Tashkent    | 20° in Pervaja Gruppa A, retrocesso                                                                           |
| SKA Novosibirsk      | RSFS Russa   | Novosibirsk | 13° in Vtoraja Gruppa A                                                                                       |
| Stroitel' Aşgabat    | RSS Turkmena | Ashkhabad   | 2° nel Girone 2 delle Repubbliche di Klass B, ripescato                                                       |
| Volga Kalinin        | RSFS Russa   | Kalinin     | 2° nel Girone 2 russo di Klass B, 1º nel girone semifinale di Groznyj, vince il girone finale russo, promosso |
| Žalgiris             | RSS Lituana  | Vilnius     | 14° in Vtoraja Gruppa A                                                                                       |
| Zarja Lugansk        | RSS Ucraina  | Lugansk     | 5° in Vtoraja Gruppa A                                                                                        |

#### Classifica finale
|       | Pos. | Squadra              | Pt | G  | V  | N  | P  | GF | GS | DR  |
| ----- | ---- | -------------------- | -- | -- | -- | -- | -- | -- | -- | --- |
| 1-14  | 1.   | Avangard Charkiv     | 30 | 24 | 12 | 6  | 6  | 30 | 17 | +13 |
| 1-14  | 2.   | Černomorets Odessa   | 29 | 24 | 11 | 7  | 6  | 27 | 21 | +6  |
| 1-14  | 3.   | Žalgiris             | 29 | 24 | 10 | 9  | 5  | 30 | 26 | +4  |
| 1-14  | 4.   | Zarja Lugansk        | 28 | 24 | 9  | 10 | 5  | 25 | 14 | +11 |
| 1-14  | 5.   | Paxtakor             | 27 | 24 | 11 | 5  | 8  | 37 | 25 | +12 |
| 1-14  | 6.   | Lokomotiv Čeljabinsk | 26 | 24 | 8  | 10 | 6  | 26 | 21 | +5  |
| 1-14  | 7.   | Daugava Rīga         | 24 | 24 | 7  | 10 | 7  | 23 | 22 | +1  |
| 15-27 | 8.   | SKA Novosibirsk      | 24 | 24 | 8  | 8  | 8  | 22 | 25 | −3  |
| 15-27 | 9.   | Kuban'               | 23 | 24 | 7  | 9  | 8  | 21 | 21 | +0  |
| 15-27 | 10.  | Volga Kalinin        | 20 | 24 | 5  | 10 | 9  | 21 | 26 | −5  |
| 15-27 | 11.  | Dinamo Leningrado    | 19 | 24 | 6  | 7  | 11 | 20 | 27 | −7  |
| 15-27 | 12.  | Stroitel' Aşgabat    | 19 | 24 | 6  | 7  | 11 | 21 | 38 | −17 |
| 15-27 | 13.  | Energetik Dušanbe    | 14 | 24 | 4  | 6  | 14 | 14 | 34 | −20 |

#### Verdetti
Ammessa al Girone per i posti 1-14.

      Ammessa al Girone per i posti 15-27.

#### Risultati
|                      | AvC  | Čor  | ŽaV  | Zor  | Pax  | LoČ  | DaR  | SKN  | Kub  | VoK  | DiL  | StA  | EnD  |
| -------------------- | ---- | ---- | ---- | ---- | ---- | ---- | ---- | ---- | ---- | ---- | ---- | ---- | ---- |
| Avangard Charkiv     | –––– | 5-1  | 0-2  | 1-0  | 4-1  | 1-0  | 1-1  | 3-1  | 0-0  | 0-0  | 1-0  | 2-0  | 1-0  |
| Černomorets          | 2-1  | –––– | 1-1  | 0-0  | 1-0  | 1-2  | 1-0  | 4-1  | 0-0  | 1-0  | 1-1  | 4-1  | 2-0  |
| Žalgiris Vilnius     | 0-3  | 0-0  | –––– | 2-0  | 2-1  | 1-1  | 1-1  | 2-2  | 1-2  | 1-2  | 1-1  | 2-1  | 3-0  |
| Zarja                | 3-0  | 0-0  | 1-1  | –––– | 1-0  | 0-1  | 0-0  | 4-0  | 4-2  | 0-0  | 3-0  | 2-0  | 2-0  |
| Paxtakor             | 1-0  | 2-0  | 2-2  | 2-0  | –––– | 1-0  | 0-0  | 3-1  | 0-0  | 5-2  | 2-0  | 2-1  | 3-0  |
| Lokomotiv Čeljabinsk | 1-1  | 3-0  | 2-0  | 0-0  | 1-1  | –––– | 1-1  | 0-0  | 2-0  | 1-1  | 1-0  | 1-1  | 4-1  |
| Daugava Rīga         | 1-0  | 0-4  | 0-1  | 1-2  | 1-2  | 2-0  | –––– | 1-0  | 2-0  | 0-0  | 1-1  | 0-0  | 0-0  |
| SKA Novosibirsk      | 0-0  | 2-0  | 3-0  | 1-1  | 2-0  | 0-0  | 0-2  | –––– | 1-0  | 1-0  | 1-0  | 2-2  | 0-1  |
| Kuban'               | 2-2  | 0-1  | 0-1  | 0-0  | 1-0  | 2-1  | 0-2  | 1-0  | –––– | 2-0  | 3-1  | 4-0  | 1-1  |
| Volga Kalinin        | 0-1  | 0-0  | 1-2  | 1-1  | 2-1  | 3-1  | 2-2  | 0-1  | 0-0  | –––– | 1-1  | 3-0  | 1-0  |
| Dinamo Leningrado    | 0-2  | 2-1  | 0-1  | 0-1  | 1-1  | 2-0  | 1-2  | 1-1  | 1-0  | 2-0  | –––– | 0-1  | 2-0  |
| Stroitel' Aşgabat    | 1-0  | 0-1  | 1-1  | 2-0  | 1-6  | 0-1  | 3-2  | 0-0  | 1-1  | 1-1  | 1-2  | –––– | 1-0  |
| Energetik Dušanbe    | 0-1  | 0-1  | 1-2  | 0-0  | 2-1  | 2-2  | 2-1  | 0-2  | 0-0  | 2-1  | 1-1  | 1-2  | –––– |

### Gruppo 2

#### Squadre partecipanti
| Squadra             | Repubblica    | Città           | Stagione precedente                                                                       |
| ------------------- | ------------- | --------------- | ----------------------------------------------------------------------------------------- |
| Alga Frunze         | RSS Kirghisa  | Frunze          | 15° in Vtoraja Gruppa A                                                                   |
| Ararat              | RSS Armena    | Erevan          | 18° in Pervaja Gruppa A, retrocesso                                                       |
| Dünamo Tallinn      | RSS Estone    | Tallinn         | 5° nel Girone 1 delle Repubbliche di Klass B, ripescato                                   |
| Dnepr               | RSS Ucraina   | Dnjepropetrovsk | 8° in Vtoraja Gruppa A                                                                    |
| Karpaty             | RSS Ucraina   | Leopoli         | 7° in Vtoraja Gruppa A                                                                    |
| Lokomotiv Gomel     | RSS Georgiana | Gomel           | 18° in Vtoraja Gruppa A                                                                   |
| Lokomotiv Mosca     | RSFS Russa    | Mosca           | 17° in Pervaja Gruppa A, retrocesso                                                       |
| Lokomotiv Tbilisi   | RSS Georgiana | Tbilisi         | 1° nel Girone 2 delle Repubbliche di Klass B, vince la finale delle Repubbliche, promosso |
| Metalurh Zaporižžja | RSS Ucraina   | Zaporižžja      | 4° in Vtoraja Gruppa A                                                                    |
| Shahter Qaraǵandy   | RSS Kazaka    | Karaganda       | 12° in Vtoraja Gruppa A                                                                   |
| SKA Odessa          | RSS Ucraina   | Odessa          | 1° nel Girone 2 Ucraino di Klass B, vince la finale ucraina, promosso                     |
| Traktor Volgograd   | RSFS Russa    | Volgograd       | 16° in Vtoraja Gruppa A                                                                   |
| Trud Voronež        | RSFS Russa    | Voronež         | 3° in Vtoraja Gruppa A                                                                    |
| Uralmaš             | RSFS Russa    | Sverdlovsk      | 11° in Vtoraja Gruppa A                                                                   |

#### Classifica finale
|       | Pos. | Squadra             | Pt | G  | V  | N  | P  | GF | GS | DR  |
| ----- | ---- | ------------------- | -- | -- | -- | -- | -- | -- | -- | --- |
| 1-14  | 1.   | SKA Odessa          | 36 | 26 | 13 | 10 | 3  | 32 | 17 | +15 |
| 1-14  | 2.   | Shahter Qaraǵandy   | 32 | 26 | 11 | 10 | 5  | 33 | 20 | +13 |
| 1-14  | 3.   | Lokomotiv Mosca     | 32 | 26 | 11 | 10 | 5  | 28 | 21 | +7  |
| 1-14  | 4.   | Karpaty             | 28 | 26 | 10 | 8  | 8  | 32 | 27 | +5  |
| 1-14  | 5.   | Ararat              | 27 | 26 | 7  | 13 | 6  | 21 | 15 | +6  |
| 1-14  | 6.   | Trud Voronež        | 27 | 26 | 10 | 7  | 9  | 26 | 27 | −1  |
| 1-14  | 7.   | Lokomotiv Tbilisi   | 26 | 26 | 9  | 8  | 9  | 32 | 27 | +5  |
| 15-27 | 8.   | Metalurh Zaporižžja | 26 | 26 | 7  | 12 | 7  | 19 | 16 | +3  |
| 15-27 | 9.   | Traktor Volgograd   | 25 | 26 | 8  | 9  | 9  | 21 | 27 | −6  |
| 15-27 | 10.  | Dnepr               | 24 | 26 | 8  | 8  | 10 | 25 | 28 | −3  |
| 15-27 | 11.  | Uralmaš             | 23 | 26 | 9  | 5  | 12 | 21 | 27 | −6  |
| 15-27 | 12.  | Dünamo Tallinn      | 21 | 26 | 6  | 9  | 11 | 24 | 29 | −5  |
| 15-27 | 13.  | Alga Frunze         | 19 | 26 | 5  | 9  | 12 | 26 | 46 | −20 |
| 15-27 | 14.  | Lokomotiv Gomel     | 18 | 26 | 3  | 12 | 11 | 8  | 21 | −13 |

#### Verdetti
Ammessa al Girone per i posti 1-14.

      Ammessa al Girone per i posti 15-27.

#### Risultati
|                     | SKO  | ŞaQ  | LoM  | Kar  | Ara  | TrV  | LoT  | MeZ  | TrV  | Dne  | Ura  | DTa  | AlF  | LoG  |
| ------------------- | ---- | ---- | ---- | ---- | ---- | ---- | ---- | ---- | ---- | ---- | ---- | ---- | ---- | ---- |
| SKA Odessa          | –––– | 1-0  | 3-0  | 2-0  | 0-0  | 1-0  | 1-1  | 1-1  | 1-0  | 1-2  | 1-0  | 2-0  | 2-1  | 0-0  |
| Şaxtёr Karaganda    | 0-0  | –––– | 1-1  | 1-0  | 2-3  | 0-0  | 1-0  | 2-0  | 3-1  | 3-1  | 1-0  | 1-1  | 2-0  | 3-0  |
| Lokomotiv Mosca     | 0-0  | 1-1  | –––– | 2-0  | 1-0  | 4-1  | 0-2  | 2-1  | 1-0  | 0-1  | 1-1  | 2-0  | 3-1  | 1-0  |
| Karpaty             | 5-2  | 3-0  | 1-2  | –––– | 2-1  | 1-1  | 2-1  | 0-0  | 1-0  | 4-1  | 1-2  | 2-0  | 4-1  | 0-0  |
| Ararat              | 0-1  | 3-0  | 0-0  | 0-0  | –––– | 1-1  | 1-0  | 0-0  | 1-1  | 1-0  | 1-0  | 2-1  | 4-0  | 0-0  |
| Trud Voronež        | 0-0  | 0-0  | 3-1  | 2-0  | 1-0  | –––– | 0-1  | 0-0  | 1-0  | 1-0  | 2-1  | 2-0  | 5-1  | 2-1  |
| Lokomotiv Tbilisi   | 2-2  | 0-3  | 2-3  | 0-0  | 0-0  | 4-0  | –––– | 1-0  | 5-1  | 0-0  | 5-1  | 0-0  | 3-3  | 1-0  |
| Metalurh Zaporižžja | 1-2  | 0-0  | 0-0  | 1-1  | 0-0  | 2-0  | 0-1  | –––– | 1-2  | 0-0  | 2-1  | 0-0  | 3-1  | 2-0  |
| Traktor Volgograd   | 0-1  | 1-1  | 2-1  | 0-0  | 1-1  | 2-2  | 2-0  | 0-0  | –––– | 0-2  | 1-0  | 1-0  | 1-0  | 1-1  |
| Dnepr               | 1-5  | 0-0  | 0-1  | 1-1  | 0-0  | 2-1  | 3-0  | 0-2  | 0-1  | –––– | 3-1  | 3-2  | 3-0  | 0-0  |
| Uralmaš             | 0-0  | 1-2  | 0-0  | 1-3  | 1-0  | 2-0  | 1-0  | 1-0  | 2-0  | 1-0  | –––– | 2-1  | 1-1  | 0-1  |
| Dünamo Tallinn      | 0-3  | 3-1  | 0-0  | 5-0  | 0-0  | 1-0  | 2-0  | 1-2  | 1-1  | 1-0  | 1-0  | –––– | 2-2  | 0-0  |
| Alga Frunze         | 3-0  | 0-5  | 1-1  | 1-0  | 2-1  | 2-0  | 1-1  | 0-0  | 1-2  | 1-1  | 0-0  | 1-1  | –––– | 2-0  |
| Lokomotiv Gomel     | 0-0  | 0-0  | 0-0  | 0-1  | 1-1  | 0-1  | 0-2  | 0-1  | 0-0  | 1-1  | 0-1  | 2-1  | 1-0  | –––– |

## Seconda fase

### Girone 1-14

#### Classifica finale
|  | Pos. | Squadra              | Pt | G  | V  | N  | P  | GF | GS | DR  |
|  | ---- | -------------------- | -- | -- | -- | -- | -- | -- | -- | --- |
|  | 1.   | Lokomotiv Mosca      | 35 | 26 | 13 | 9  | 4  | 32 | 23 | +9  |
|  | 2.   | SKA Odessa           | 33 | 26 | 10 | 13 | 3  | 27 | 19 | +8  |
|  | 3.   | Paxtakor             | 31 | 26 | 10 | 11 | 5  | 31 | 20 | +11 |
|  | 4.   | Černomorets Odessa   | 31 | 26 | 12 | 7  | 7  | 36 | 28 | +8  |
|  | 5.   | Žalgiris             | 29 | 26 | 9  | 11 | 6  | 33 | 28 | +5  |
|  | 6.   | Avangard Charkiv     | 26 | 26 | 9  | 8  | 9  | 32 | 27 | +5  |
|  | 7.   | Ararat               | 26 | 26 | 9  | 8  | 9  | 26 | 23 | +5  |
|  | 8.   | Lokomotiv Čeljabinsk | 25 | 26 | 8  | 9  | 9  | 22 | 22 | +0  |
|  | 9.   | Lokomotiv Tbilisi    | 24 | 26 | 7  | 10 | 9  | 30 | 30 | +0  |
|  | 10.  | Karpaty              | 24 | 26 | 8  | 8  | 10 | 29 | 36 | −7  |
|  | 11.  | Zarja Lugansk        | 23 | 26 | 6  | 11 | 9  | 16 | 18 | −2  |
|  | 12.  | Trud Voronež         | 21 | 26 | 5  | 11 | 10 | 15 | 29 | −14 |
|  | 13.  | Daugava Rīga         | 20 | 26 | 5  | 10 | 11 | 22 | 30 | −8  |
|  | 14.  | Shahter Qaraǵandy    | 16 | 26 | 3  | 10 | 13 | 15 | 33 | −18 |

#### Verdetti
- Lokomotiv Mosca, SKA Odessa, Paxtakor e Černomorets promossi in Pervaja Gruppa A 1965.

#### Risultati
|                      | LoM   | SKO   | Pax   | Čor   | ŽaV   | AvC   | Ara   | LoČ   | LoT   | Kar   | Zor   | TrV   | DaR   | ŞaQ   |
| -------------------- | ----- | ----- | ----- | ----- | ----- | ----- | ----- | ----- | ----- | ----- | ----- | ----- | ----- | ----- |
| Lokomotiv Mosca      | ––––  | [ 2 ] | 1-1   | 2-2   | 2-0   | 1-0   | [ 2 ] | 2-1   | [ 2 ] | [ 2 ] | 0-0   | [ 2 ] | 1-0   | [ 2 ] |
| SKA Odessa           | [ 2 ] | ––––  | 0-0   | 1-1   | 2-2   | 1-0   | [ 2 ] | 2-0   | [ 2 ] | [ 2 ] | 1-0   | [ 2 ] | 1-2   | [ 2 ] |
| Paxtakor             | 0-0   | 1-1   | ––––  | [ 2 ] | [ 2 ] | [ 2 ] | 1-1   | [ 2 ] | 1-0   | 5-0   | [ 2 ] | 1-0   | [ 2 ] | 1-1   |
| Černomorets          | 2-0   | 1-2   | [ 2 ] | ––––  | [ 2 ] | [ 2 ] | 2-1   | [ 2 ] | 4-0   | 2-0   | [ 2 ] | 0-0   | [ 2 ] | 4-0   |
| Žalgiris Vilnius     | 0-2   | 3-1   | [ 2 ] | [ 2 ] | ––––  | [ 2 ] | 3-1   | [ 2 ] | 1-1   | 1-1   | [ 2 ] | 2-0   | [ 2 ] | 1-0   |
| Avangard Charkiv     | 1-1   | 0-0   | [ 2 ] | [ 2 ] | [ 2 ] | ––––  | 2-1   | [ 2 ] | 1-2   | 3-1   | [ 2 ] | 2-0   | [ 2 ] | 2-1   |
| Ararat               | [ 2 ] | [ 2 ] | 1-2   | 4-1   | 1-0   | 0-0   | ––––  | 1-2   | [ 2 ] | [ 2 ] | 2-1   | [ 2 ] | 1-0   | [ 2 ] |
| Lokomotiv Čeljabinsk | 0-1   | 0-0   | [ 2 ] | [ 2 ] | [ 2 ] | [ 2 ] | 0-1   | ––––  | 1-0   | 1-2   | [ 2 ] | 0-0   | [ 2 ] | 1-1   |
| Lokomotiv Tbilisi    | [ 2 ] | [ 2 ] | 2-1   | 3-1   | 2-2   | 2-2   | [ 2 ] | 1-2   | ––––  | [ 2 ] | 0-0   | [ 2 ] | 4-1   | [ 2 ] |
| Karpaty              | [ 2 ] | [ 2 ] | 0-0   | 0-2   | 3-2   | 2-0   | [ 2 ] | 1-0   | [ 2 ] | ––––  | 1-1   | [ 2 ] | 2-2   | [ 2 ] |
| Zarja Lugansk        | 1-2   | 0-1   | [ 2 ] | [ 2 ] | [ 2 ] | [ 2 ] | 0-0   | [ 2 ] | 0-0   | 3-2   | ––––  | 0-0   | [ 2 ] | 2-0   |
| Trud Voronež         | [ 2 ] | [ 2 ] | 0-0   | 1-2   | 0-3   | 0-0   | [ 2 ] | 1-1   | [ 2 ] | [ 2 ] | 1-0   | ––––  | 3-1   | [ 2 ] |
| Daugava              | 1-2   | 1-1   | [ 2 ] | [ 2 ] | [ 2 ] | [ 2 ] | 1-2   | [ 2 ] | 0-0   | 0-0   | [ 2 ] | 4-0   | ––––  | 1-0   |
| Şaxtёr Karaganda     | [ 2 ] | [ 2 ] | 1-4   | 0-1   | 0-0   | 2-2   | [ 2 ] | 0-1   | [ 2 ] | [ 2 ] | 0-1   | [ 2 ] | 0-0   | ––––  |

### Girone 15-27

#### Classifica finale
| Pos. | Squadra             | Pt | G  | V  | N  | P  | GF | GS | DR  |
| ---- | ------------------- | -- | -- | -- | -- | -- | -- | -- | --- |
| 15.  | Kuban'              | 42 | 38 | 14 | 14 | 10 | 33 | 24 | +9  |
| 16.  | Traktor Volgograd   | 41 | 38 | 14 | 13 | 11 | 35 | 35 | +0  |
| 17.  | Metalurh Zaporižžja | 39 | 38 | 11 | 17 | 10 | 35 | 25 | +10 |
| 18.  | Dinamo Leningrado   | 38 | 38 | 14 | 10 | 14 | 46 | 41 | +5  |
| 19.  | SKA Novosibirsk     | 38 | 38 | 13 | 12 | 13 | 33 | 34 | −1  |
| 20.  | Uralmaš             | 38 | 38 | 15 | 8  | 15 | 38 | 43 | −5  |
| 21.  | Stroitel' Aşgabat   | 36 | 38 | 12 | 12 | 14 | 44 | 51 | −7  |
| 22.  | Dnepr               | 35 | 38 | 12 | 11 | 15 | 35 | 41 | −6  |
| 23.  | Dünamo Tallinn      | 21 | 38 | 11 | 9  | 18 | 33 | 39 | −6  |
| 24.  | Volga Kalinin       | 30 | 38 | 9  | 12 | 17 | 30 | 45 | −15 |
| 25.  | Lokomotiv Gomel     | 27 | 38 | 6  | 15 | 17 | 19 | 37 | −18 |
| 26.  | Energetik Dušanbe   | 24 | 38 | 8  | 8  | 22 | 25 | 59 | −34 |
| 27.  | Alga Frunze         | 24 | 38 | 6  | 12 | 20 | 32 | 66 | −24 |

#### Risultati
|                     | Kub   | TrV   | MeZ   | DiL   | SKN   | Ura   | StA   | Dne   | DTa   | VoK   | LoG   | EnD   | AlF   |
| ------------------- | ----- | ----- | ----- | ----- | ----- | ----- | ----- | ----- | ----- | ----- | ----- | ----- | ----- |
| Kuban               | ––––  | 0-1   | 0-1   | [ 2 ] | [ 2 ] | 2-0   | [ 2 ] | 2-0   | 1-0   | [ 2 ] | 1-0   | [ 2 ] | 3-0   |
| Traktor Volgograd   | 0-0   | ––––  | [ 2 ] | 1-0   | 2-0   | [ 2 ] | 3-1   | [ 2 ] | [ 2 ] | 1-0   | [ 2 ] | 2-0   | [ 2 ] |
| Metalurh Zaporižžja | 0-0   | [ 2 ] | ––––  | 1-1   | 0-0   | [ 2 ] | 1-1   | [ 2 ] | [ 2 ] | 4-1   | [ 2 ] | 4-0   | [ 2 ] |
| Dinamo Leningrado   | [ 2 ] | 3-1   | 2-0   | ––––  | [ 2 ] | 3-2   | [ 2 ] | 2-1   | 1-0   | [ 2 ] | 1-0   | [ 2 ] | 7-1   |
| SKA Novosibirsk     | [ 2 ] | 0-0   | 2-0   | [ 2 ] | ––––  | 0-0   | [ 2 ] | 0-1   | 2-1   | [ 2 ] | 3-0   | [ 2 ] | 2-0   |
| Uralmaš             | 1-1   | [ 2 ] | [ 2 ] | 2-2   | 1-0   | ––––  | 2-0   | [ 2 ] | [ 2 ] | 1-0   | [ 2 ] | 2-0   | [ 2 ] |
| Stroitel Aşgabat    | [ 2 ] | [ 2 ] | 1-1   | 2-0   | [ 2 ] | 5-1   | ––––  | 3-0   | 3-0   | [ 2 ] | 4-1   | [ 2 ] | 1-1   |
| Dnepr               | 0-0   | [ 2 ] | [ 2 ] | 1-1   | 2-0   | [ 2 ] | 1-1   | ––––  | [ 2 ] | 1-0   | [ 2 ] | 2-0   | [ 2 ] |
| Dünamo Tallinn      | 0-1   | [ 2 ] | [ 2 ] | 2-0   | 1-0   | [ 2 ] | 2-0   | [ 2 ] | ––––  | 2-0   | [ 2 ] | 0-1   | [ 2 ] |
| Volga Kalinin       | [ 2 ] | 1-0   | 0-0   | [ 2 ] | [ 2 ] | 1-2   | [ 2 ] | 2-1   | 1-0   | ––––  | 0-0   | [ 2 ] | 1-0   |
| Lokomotiv Gomel     | 0-1   | [ 2 ] | [ 2 ] | 2-1   | 0-1   | [ 2 ] | 0-0   | [ 2 ] | [ 2 ] | 4-2   | ––––  | 3-1   | [ 2 ] |
| Energetik Dušanbe   | [ 2 ] | 2-2   | 0-5   | [ 2 ] | [ 2 ] | 2-3   | [ 2 ] | 2-0   | 0-1   | [ 2 ] | 1-1   | ––––  | 1-0   |
| Alga Frunze         | 0-0   | [ 2 ] | [ 2 ] | 0-2   | 1-1   | [ 2 ] | 0-1   | [ 2 ] | [ 2 ] | 3-0   | [ 2 ] | 0-1   | ––––  |